# Kryštof 12
Kryštof 12 je volací znak a všeobecně rozšířené označení vrtulníku a základny letecké záchranné služby (LZS) pro Kraj Vysočina. Letecká záchranná služba byla v Jihlavě do provozu poprvé uvedena 1. května 1991. Provozovatelem vrtulníku byla do konce roku 2016 nestátní společnost Alfa-Helicopter, od roku 2017 byla provozovatelem rakouská společnost HeliAir. Zdravotnickou část posádky letecké záchranné služby zajišťuje Zdravotnická záchranná služba Kraje Vysočina, ostatní provozní pracovníky včetně pilotů zajišťovala společnost HeliAir. Od 1.1.2021 je provozovatelem společnost DSA (společnost).

## Historie
Zkušební provoz letecké záchranné služby byl v Jihlavě poprvé zahájen 1. května 1991. Prvním provozovatelem byl státní podnik Slov-Air, který pro LZS nasazoval vrtulník Mil Mi-2. K 1. lednu 1992 přebrala provoz letecké záchranné služby společnost BEL AIR, která pro LZS nasazovala také stroj Mi-2. K další změně provozovatele došlo s příchodem roku 1993, kdy stanici přebrala nestátní společnost Alfa-Helicopter. Zpočátku používala pro LZS stroje Mi-2, ale v průběhu roku 1994 se na stanici poprvé objevil modernější vrtulník Bell 206L-4 (imatrikulace OK-YIP). Vrtulník Bell 206 byl v roce 2003 nahrazen novým strojem Bell 427 (OK-AHA).
Mezi lety 1992–1994 měla Vysočina dvě střediska letecké záchranné služby. V roce 1992 vzniklo v Havlíčkově Brodě středisko LZS s volacím znakem Kryštof 17. Jeho provozovatelem byla nejprve Československá armáda, od roku 1993 Armáda České republiky. Na stanici sloužily vrtulníky Mil Mi-2. Středisko Kryštof 17 zaniklo v prosinci 1994.

## Současnost
Stanice letecké záchranné služby se nachází v areálu zdravotnické záchranné služby v Jihlavě. Do konce roku 2016 sloužil na stanici trvale vrtulník Bell 427 (OK-AHA). Provoz stanice je omezen na denní dobu limitovanou východem a západem slunce. V nočních hodinách je oblast Kraje Vysočina pokryta pro neodkladné sekundární a ambulanční lety vrtulníky z provozních stanic zajišťujících nepřetržitý provoz LZS (převážně z Brna). Jako záloha pro stanici Kryštof 12 sloužil do ledna 2021 vrtulník Bell 427 (OK-AHE). Akční rádius vrtulníků LZS má rozsah cca 70 km, který odpovídá doletové době zhruba 18 minut od vzletu.Od 1. ledna 2021 léta pod firmou DSA se strojem EC 135 T1 (OK-DSA), který od roku 2003 sloužil na základně Kryštof 05 v Ostravě a to až do 13.1.2005, do roku 2017 sloužil jako náhradní stroj pro všechny základny LZS provozované DSA. Firma DSA vyhrála výběrové řízení a bude novým provozovatelem do roku 2028. 
V roce 2023 bylo uskutečněno celkem 1825 vzletů a z toho 786 zásahů. 

## Galerie

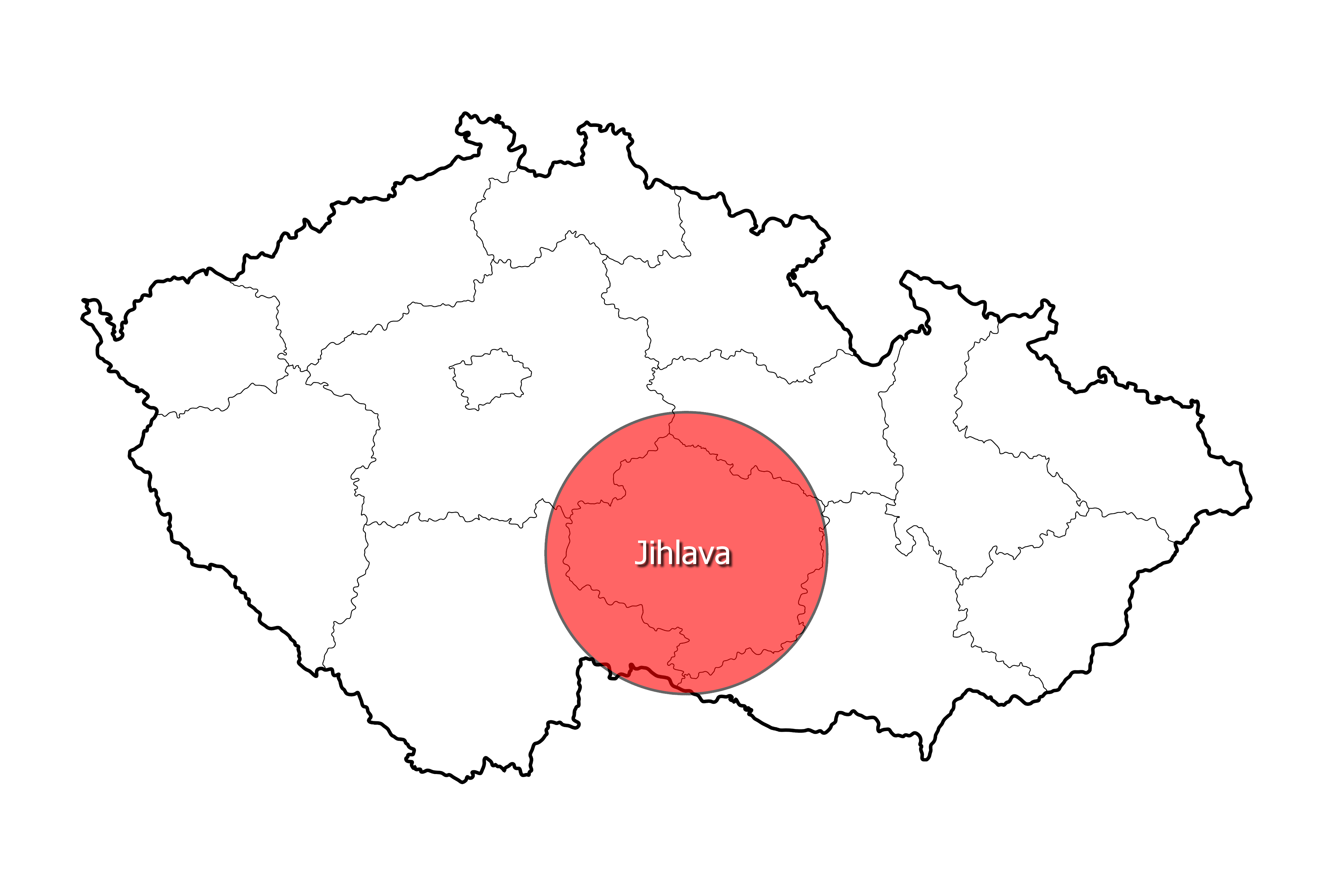
Poloha stanice a akční rádius vrtulníku Kryštof 12
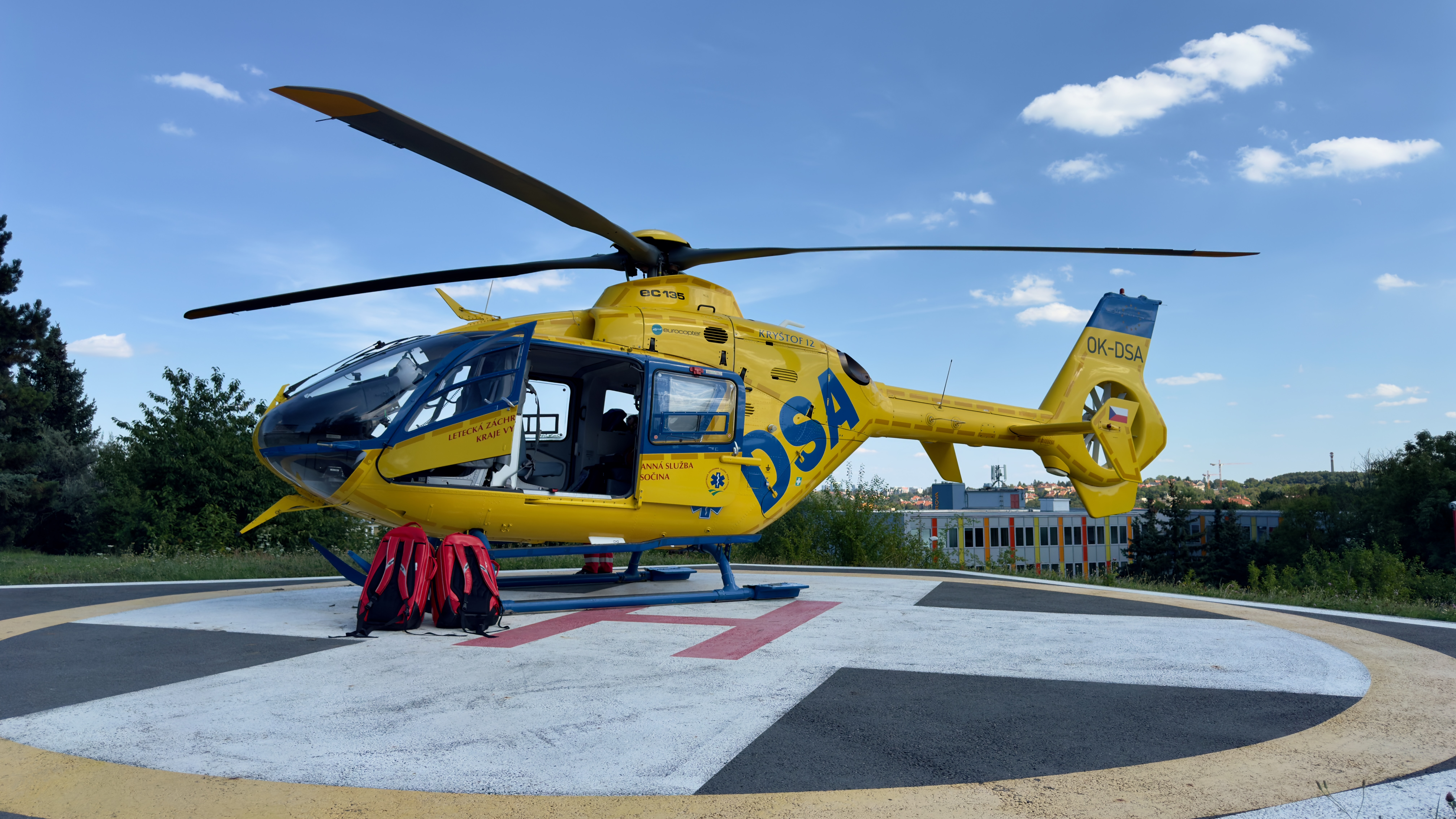
Vrtulník Eurocopter EC135 T1 imatrikulace OK-DSA
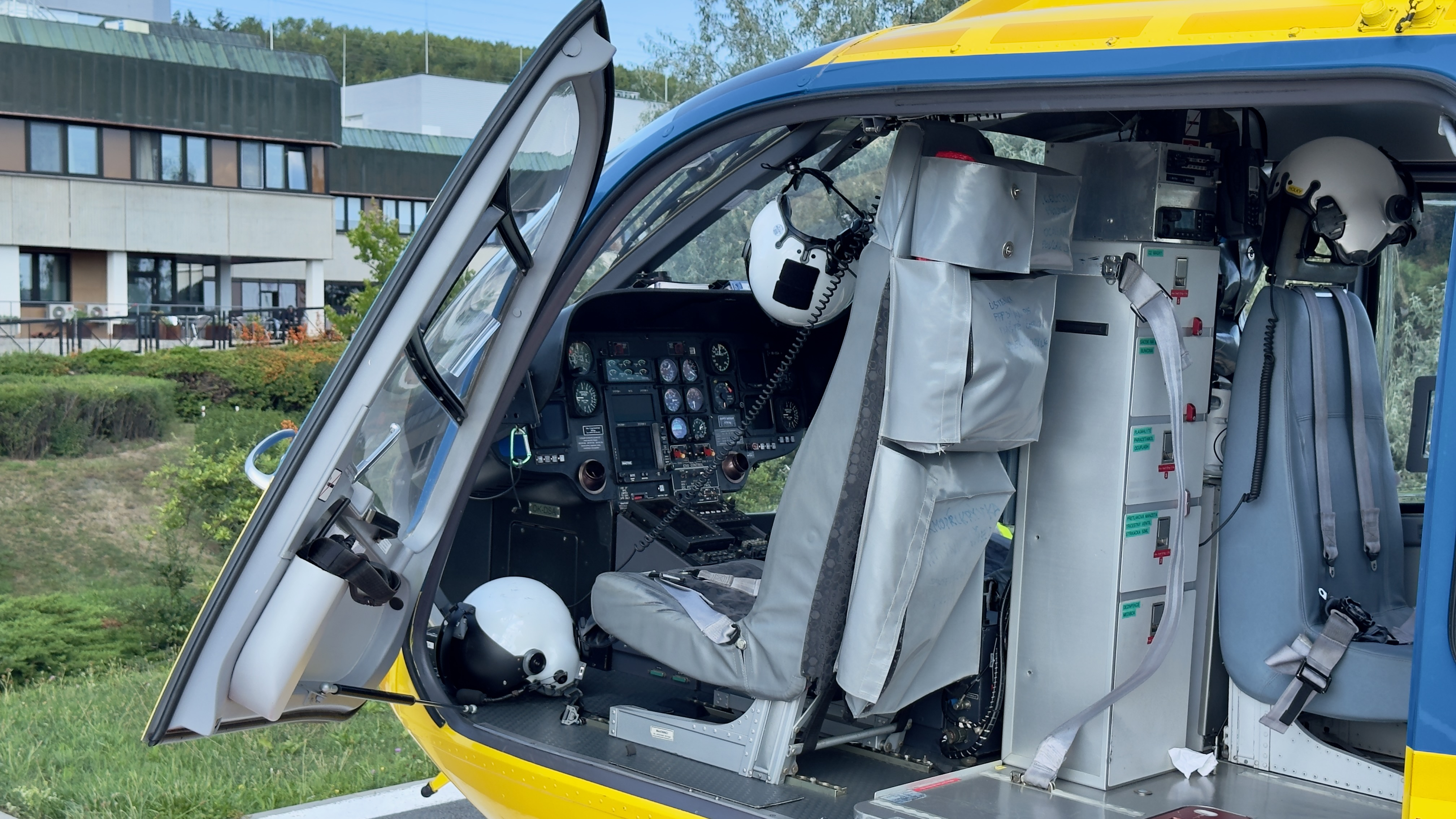
Kabina vrtulníku Eurocopter EC135 T1 imatrikulace OK-DSA
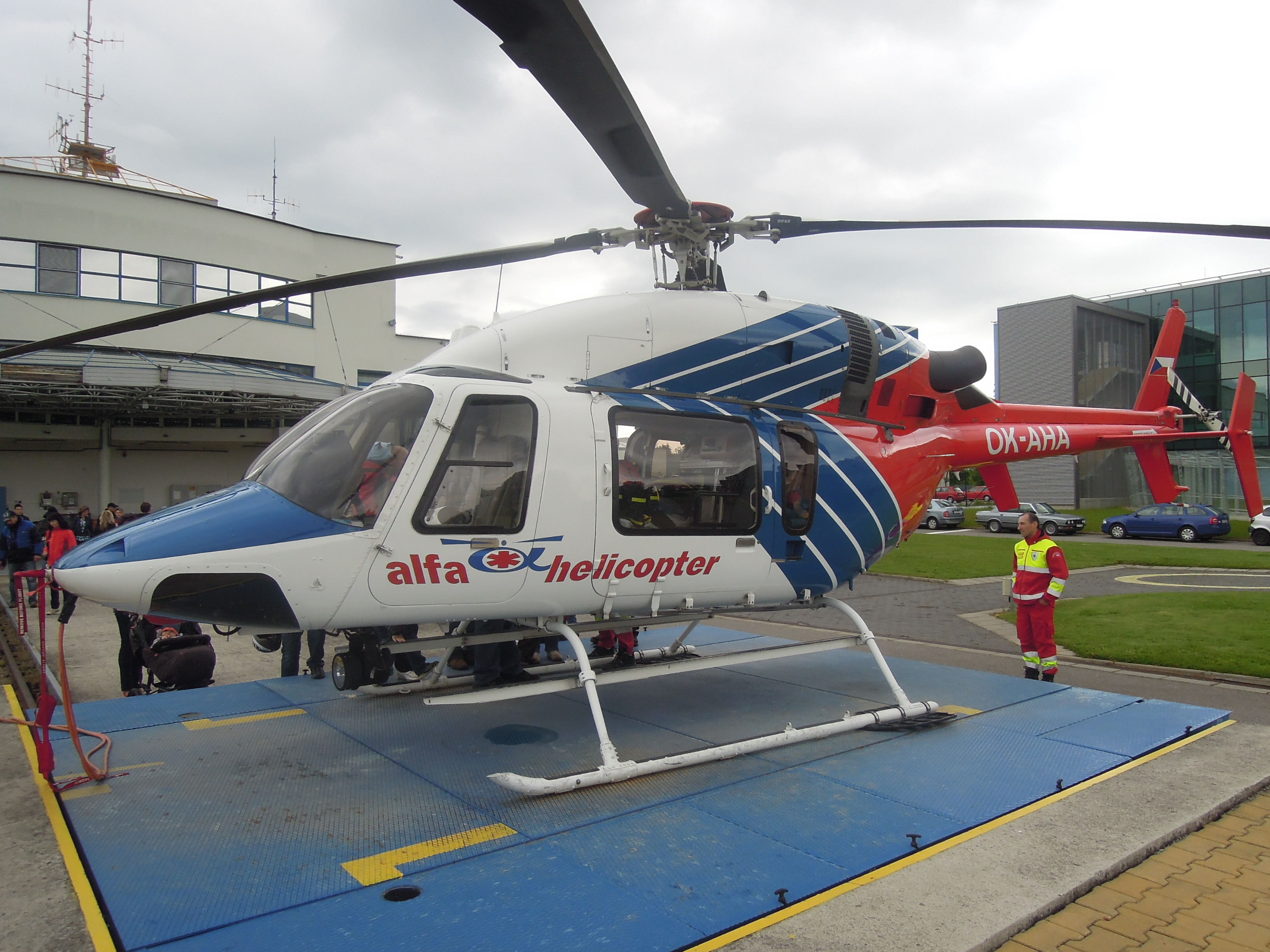
Vrtulník Bell 427 sloužící dříve jako Kryštof 12
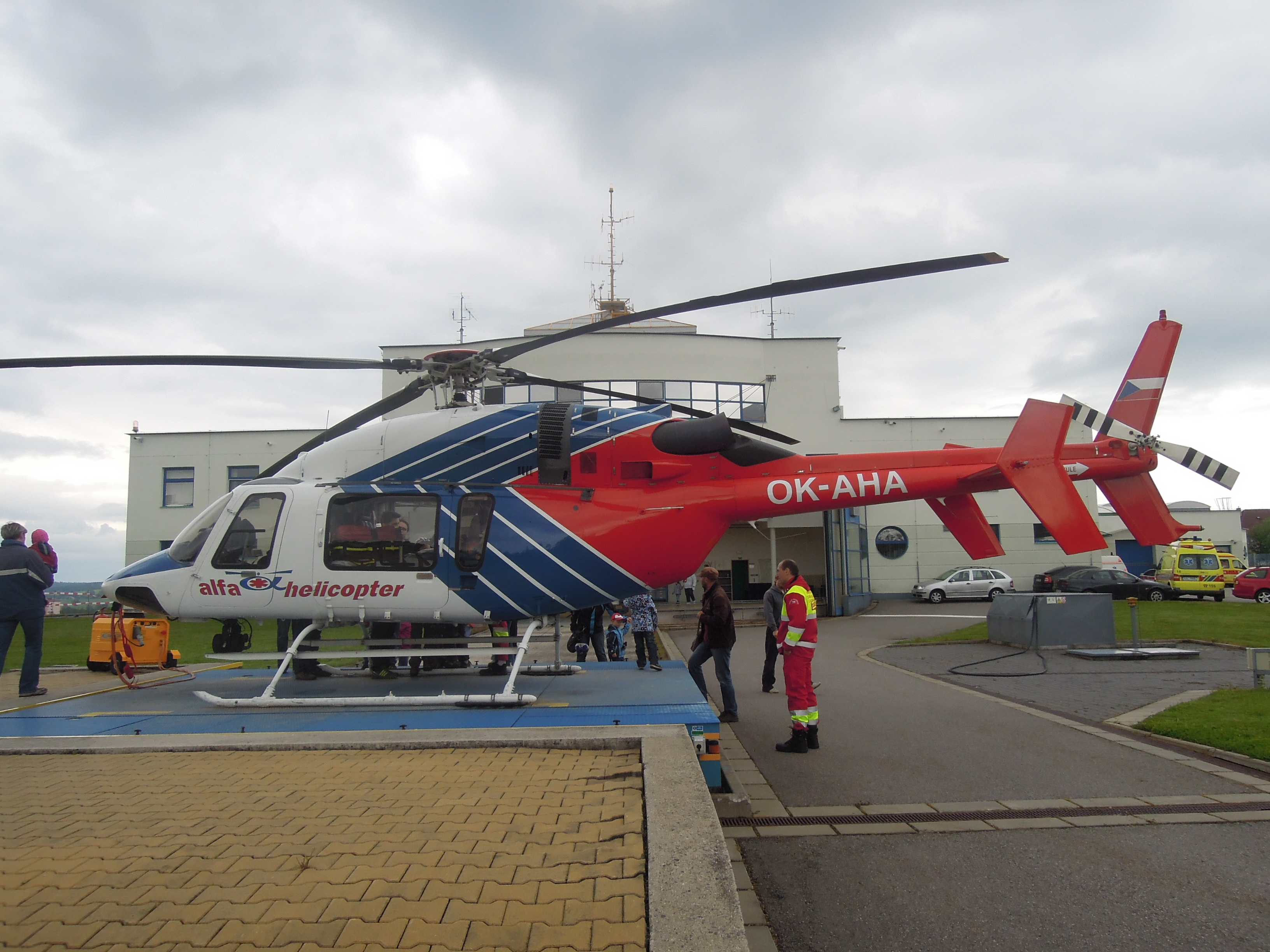
Bývalý vrtulník a stanice letecké záchranné služby v Jihlavě